# سیاستگر خوش‌نشین

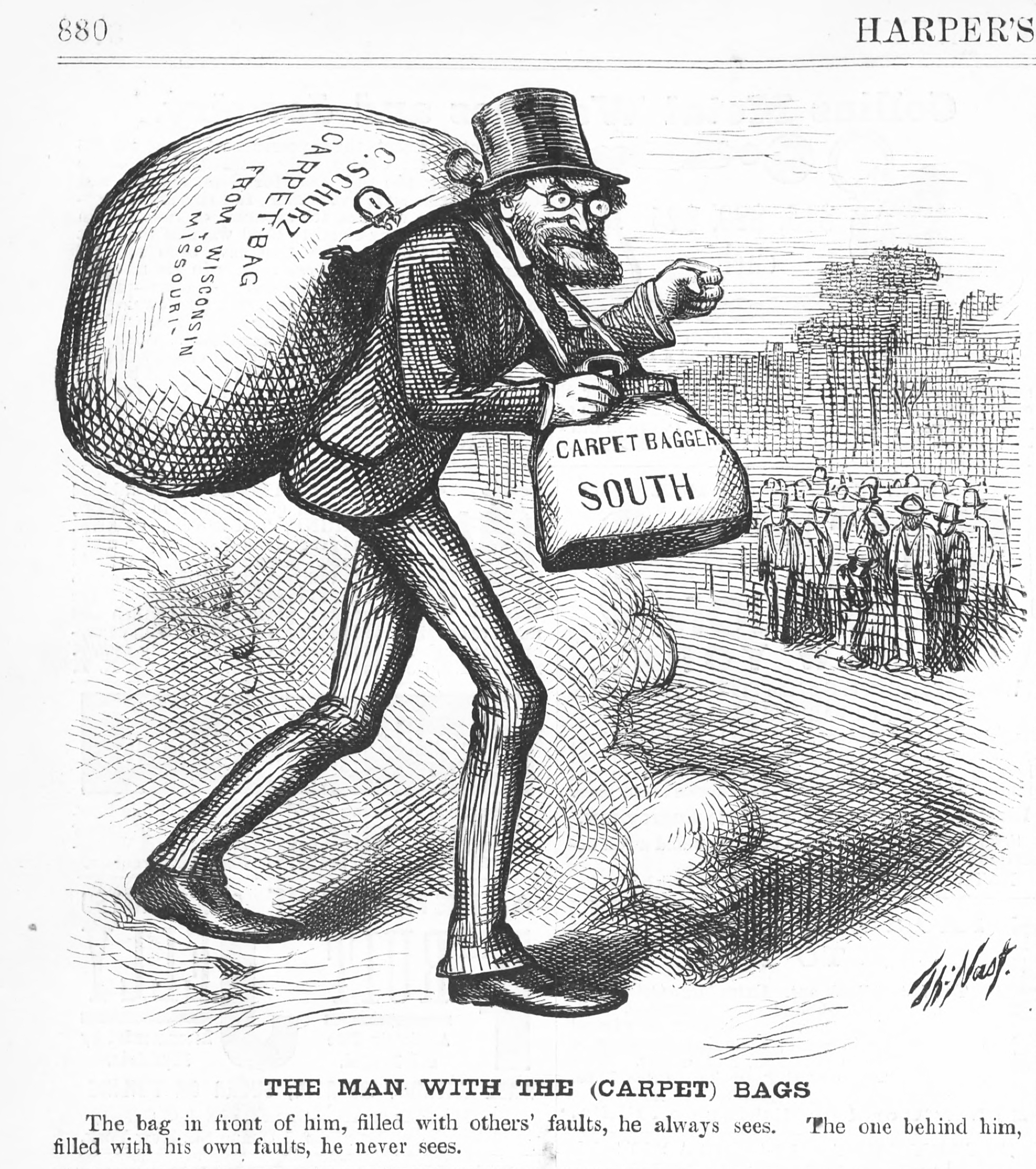
۱۸۷۲ کاریکاتور کارل شورتس به عنوان یک سیاستگر خوش‌نشین در سال ۱۸۷۲.

در تاریخ ایالات متحده سیاستگر خوش‌نشین فردی شمالی را می‌گفتند که بعد از جنگ داخلی آمریکا و در طول بازسازی ایالات متحده آمریکا (۱۸۶۳–۱۸۷۷) به جنوب نقل مکان کرده بود. بسیاری از سفیدپوستان جنوبی اظهار می‌کردند که آنها ترسناک هستند و جنوب شکست خورده را غارت و چپاول کرده و از نظر سیاسی با جمهوریخواهان رادیکال متحد خواهند شد. شصت مرد شمالی، از جمله سیاهان آزاد و تحصیل کرده و بردگانی که از شمال فرار کرده و پس از جنگ به جنوب بازگشته بودند در کنگره انتخاب شده و جزو اکثریت فرمانداران جمهوری‌خواه جنوب در طول دوران بازسازی شدند. اریک فونر تاریخ‌دان آمریکایی می‌گوید:
اکثر سیاستگران خوش‌نشین احتمالاً میل شخصی را با تعهد به شرکت در تلاش برای «جایگزینی آزادی با برده داری» ترکیب می‌کردند سیاستگران خوش‌نشین عموماً از اقداماتی که با هدف دموکراتیزه کردن و مدرن سازی جنوب انجام می‌شد، قوانین حقوق شهروندی، کمک به توسعه اقتصادی، ایجاد سیستم‌های مدارس دولتی حمایت می‌کردند.
سیاستگران خوش‌نشین (Carpetbagger) به عنوان یک اصطلاح تحقیرآمیز با اشاره به کیف‌های پارچه‌ای که بسیاری از این تازه واردان در دست داشتند، توسط جنوبی‌ها به کار گرفته شد. این اصطلاح با اپورسیونیست (عضو حزب باد) و استثمار توسط بیگانه‌ها همراه بود. در اوایل قرن بیست و یکم در ایالات متحده، این اصطلاح برای اشاره به کاندیدایی استفاده می‌شد که در آن محل زندگی نمی‌کرد و برای شرکت در انتخابات به آنجا آمده بود.